# Wim Tap
Pour les articles homonymes, voir TAP.
Wim Tap (né le 3 octobre 1903 à La Haye et mort le 24 septembre 1979 dans la même ville) est un footballeur et entraîneur néerlandais ayant fait toute sa carrière à ADO La Haye. 

## Biographie
En tant qu'attaquant, Wim Tap est international néerlandais à 33 reprises (1925-1931) pour 17 buts inscrits. Il fait partie des joueurs sélectionnés pour les JO de 1928, mais il ne joue aucun match. Les Pays-Bas sont éliminés au premier tour.
Il fait toute sa carrière de joueur à ADO La Haye, sans rien remporter en seize saisons, et y est l'entraîneur pendant dix saisons, remportant deux championnats néerlandais de suite (1942 et 1943).

## Clubs

### En tant que joueur
- 1920-1936 :  ADO La Haye

### En tant qu'entraîneur
- 1936-1946 :  ADO La Haye

## Palmarès
- Championnat des Pays-Bas de football

- - Champion en 1942 et en 1943